# Весткноллендам
Весткноллендам (нід. Westknollendam) — село в нідерландській провінції Північна Голландія. Входить до муніципалітету Занстад. На протилежному березі знаходиться Оосткноллендам, у муніципалітеті Вормерланд.
Його площа становить 0,35 км², а населення станом на 2021 рік складало 455 осіб.